# Rasta Revolution
Rasta Revolution é um álbum da banda Bob Marley & The Wailers lançado pela gravadora Trojan em 1974. Esse é o oitavo álbum do The Wailers, e o quarto gravado pelas gravadoras Upsetter/Trojan.

## Faixas

### Lado um
1. "Mr. Brown" - 3:33
2. "Soul Rebel" - 3:19
3. "Try Me" - 2:47
4. "It's Alright" - 2:36
5. "No Sympathy" - 2:13
6. "My Cup" - 3:37
7. "Duppy Conqueror" - 3:46

### Lado dois
1. "Rebel's Hope" - 2:40
2. "Corner Stone" - 2:30
3. "400 Years" - 2:34
4. "No Water" - 2:10
5. "Reaction" - 2:42
6. "Soul Almighty" - 2:43